# Parafia św. Mikołaja w Whitestone
Parafia św. Mikołaja – prawosławna parafia w Whitestone, w diecezji Nowego Jorku i New Jersey Kościoła Prawosławnego w Ameryce.

## Historia
Parafia powstała z inicjatywy grupy ukraińskich emigrantów z Galicji w 1916. Pierwsze nabożeństwo w niej odbyło się 6 grudnia tego roku, w dzień św. Mikołaja Cudotwórcy, który został następnie patronem parafii. Przez trzy pierwsze lata prawosławni mieszkańcy Whitestone wynajmowali salę. Aleksander Pasternak wykonał dla niej tymczasowy ikonostas. W marcu 1919, wobec znacznego wzrostu liczby parafian, wspólnota zakupiła parcelę pod budowę wolno stojącej cerkwi. Została ona wybudowana według projektu Williama Keblisha i poświęcona w 1920 przez arcybiskupa Aleutów i całej Ameryki Aleksandra.
Bezpośrednio po ukończeniu prac nad cerkwią wybudowany został dom parafialny. Do 1929 parafianie wykonali również wewnętrzną dekorację cerkwi według projektu Basila Pigushina.
W 1966 w parafii uformował się komitet budowy nowej świątyni. Autorem jej projektu był Sergey Padukov. W roku następnym parafia otrzymała zezwolenie na budowę cerkwi. Łączny koszt jej wzniesienia wyniósł 350 tys. dolarów. 22 grudnia 1968 metropolita całej Ameryki i Kanady Ireneusz (Bekisz) poświęcił kamień węgielny położony pod nowy budynek sakralny. Pierwszą Świętą Liturgię w niewykończonym jeszcze obiekcie odprawił 1 czerwca 1969 proboszcz parafii ks. Nicholas Yuschak.
W ciągu pierwszych dekad istnienia parafia miała charakter etnicznie ukraińsko-rosyjski. Z czasem stała się społecznością wielonarodową, grupującą obok dwóch wymienionych narodowości także Greków, Włochów, Białorusinów, Rumunów, Gruzinów oraz Amerykanów o różnym pochodzeniu etnicznym. Parafia posługuje się w pracy duszpasterskiej językiem angielskim, z możliwością wykorzystania języka cerkiewnosłowiańskiego na życzenie.